# Список населённых пунктов, вошедших в состав рабочего посёлка Черниковки
Список населённых пунктов, вошедших в 1930-х — 1940-х годах в состав рабочего посёлка Черниковка Черниковского поселкового совета, преобразованного в 1936 году в Черниковский районный совет с центром в селе Моторном и подчинением Уфимскому городскому совету, а в 1938 году — в Сталинский район города Уфы. С 1944 года — город Черниковск.
| №  | Наименование       | Дата основания                   | Дата упразднения | Прежний статус | Нынешний статус и состояние                                                                                | Примечания           |
| -- | ------------------ | -------------------------------- | ---------------- | -------------- | --- | -------------------- |
| 1  | Аничково           | начало XVII                      | 1932             | деревня        | не существует, территория занята промзоной                                                                 | [ 2 ] [ 3 ] [ 4 ]    |
| 2  | Б. Красная Глинка  | 1870-е                           | 1940-е           | починок        | | [ 5 ]                |
| 3  | Волково            | начало XVII                      | конец 1930-х     | деревня        | не существует, территория занята промзоной                                                                 | [ 6 ] [ 7 ]          |
| 4  | Воробьёвка         | 1889                             | конец 1930-х     | деревня        | сохранилась ул. Войкова, часть территории занята промзоной                                                 | [ 8 ] [ 9 ]          |
| 5  | Дежнёво            | 1849 (или вторая половина XVIII) | конец 1930-х     | деревня        | сохранились Западная и Кемеровская ул., большая часть территории — садовые участки                         | [ 10 ] [ 11 ] [ 12 ] |
| 6  | Каловка            | 1617                             | конец 1930-х     | деревня        | сохранились как Старая и Новая Каловки, частные дома                                                       | [ 13 ] [ 14 ]        |
| 7  | Курочкино          | 1796                             | 1932             | деревня        | сохранилась, частные дома; часть территории занята Северным управлением водопроводных сетей «Уфаводоканал» | [ 15 ] [ 16 ] [ 17 ] |
| 8  | Лопатино           | 1613                             | 1944             | деревня        | сохранилась, частные дома                                                                                  | [ 18 ] [ 19 ] [ 20 ] |
| 9  | Максимовка         | 1614                             | середина 1930-х  | деревня        | сохранилась, большая часть — частные дома; также включает в себя деревни Кураково и Сосновку               | [ 21 ] [ 22 ] [ 23 ] |
| 10 | М. Красная Глинка  |                                  |                  | посёлок        | |                      |
| 11 | Ново-Александровка | 1895                             | 1940-е           | деревня        | не существует, была перенесена на новое место — Новоалександровка; территория занята НПЗ «Башнефть-Новойл» | [ 24 ] [ 25 ]        |
| 12 | Сипайлово          | 1701                             | конец 1930-х     | деревня        | сохранилась как Старое Сипайлово, частные дома                                                             | [ 26 ] [ 27 ] [ 28 ] |
| 13 | Сосновка           | 1870-е                           | середина 1930-х  | деревня        | сохранилась в составе Максимовки, частные дома                                                             | [ 29 ] [ 30 ]        |
| 14 | Тужиловка          | 1883                             | 1930-е           | деревня        | сохранилась, частные дома                                                                                  | [ 31 ] [ 32 ]        |
| 15 | Ураково            | 1786                             | 1930-е           | деревня        | сохранилась как Князево, частные дома                                                                      | [ 33 ] [ 34 ] [ 35 ] |
| 16 | Черниковка         | 1600                             | 1931             | деревня        | не сохранилась, ныне — Черниковка — исторический район города Черниковска                                  | [ 36 ]               |